# أوكرانيفيليا

علم أوكرانيا

أوكرانيفيليا هي عشق وحب وتقدير لأوكرانيا وثقافتها وتاريخها ولغاتها وأدبها ومطبخها ومجتمعتها وتطورها. ظاهرة أوكرانيفيليا عانت من الاضطهاد الشديد من قبل حكومة الإمبراطورية الروسية. حيث منعت الكتب والمسارح الناطقة في اللغة الأوكرانية.